# 嘉康利
嘉康利（Shaklee）是美國的營養保健食品公司，除了保健食品之外，同時也製造與販售美容產品和居家用品。主要的銷售方式為直接銷售，公司總部位於美國加州普萊森頓，目前在加拿大、中國、日本、馬來西亞和台灣開展全球業務。其創辦人嘉康利博士（Dr. Forrest Shaklee）在1915年時發明了全美第一瓶綜合維生素。除此之外，嘉康利同時也是世界第一瓶植物蛋白的發明者之一，更在1960年推出第一個世界地球日產品(於1990年獲獎)，並為全球第一家獲得碳中和認證的企業。

## 歷史

### 創立
嘉康利博士（Forrest C. Shaklee，1894年—1985年）是一位脊骨神經醫學教授、神學博士、哲學家和企業家，家鄉在美國愛荷華州，後來搬至加州奧克蘭，於1915年創造了美國第一瓶綜合維生素，命名為「維多益」（Shaklee's Vitalized Minerals）。1956 年，嘉康利博士與他的兩個兒子創辦了嘉康利，主要生產營養補充品，及有機、生物可分解的清潔產品。

### 擴張、資產剝離、所有權變更
嘉康利在1970年代後期是在紐約證券交易所上市的上市公司。1980年，嘉康利將總部從埃默里維爾碼頭的一座辦公大樓搬遷至舊金山市中心舊金山金融區的One Front Street，是當時最先進的摩天大樓。1982 年，嘉康利成為财富美国500强公司。1986年11月，嘉康利以1.23億美元從 RJR Nabisco 手中收購了Bear Creek Corporation，這是一家直銷公司，以其Harry and David Fruit-of-the-Month Club運營而聞名。1989年2月，嘉康利以3.5億美元的價格將其在嘉康利日本的78%股權出售給日本山之內製藥(Yamanouchi Pharmaceutical Company)，同時維持許可協議並繼續從日本業務中收取特許權利金。
1989年3月，嘉康利收到了由Irwin L. Jacobs帶領的雅各布集團收購提議，Irwin是明尼阿波利斯的金融家，他的綽號是“Irv the Liquidator”，分析師將嘉康利的槓桿收購價值定為每股份35美元。雅各布集團一直在積極增持嘉康利股票，並透露目前持有公司14.98%的股份。嘉康利公司立即宣布派發每股20美元的特別股息，這被視為一種阻止外部收購嘉康利的方法，當投資者持股達到15%時，嘉康利的反收購條款開始發揮作用。
接下來的幾週內，雅各布集團增加了嘉康利的持股，然而，嘉康利隨後宣布將被日本山之內製藥以每股28美元現金（約合3.95億美元）的價格收購。山之內與嘉康利在日本的合作使交易成為可能，並將山之內視為幫助嘉康利抵禦雅各布集團惡意收購的「白衣騎士」。雅各布集團宣布不會挑戰山之內的出價，嘉康利與山之內的交易飛快的敲定，自此嘉康利成為了私人控股企業。2000年春天，嘉康利將總部從舊金山市中心遷至普萊森頓郊區。
2004年4月，山之內將嘉康利賣給了美國人羅傑巴奈特（Roger Barnett），羅傑巴奈特是千萬富翁，同時也是Activated Holdings LLC的管理合夥人，也屬於Wolfson家族。而Bear Creek和Harry and David系列以2.6億美元的價格賣給了Wasserstein Perella & Co.。

## 嘉康利職業自行車隊
從1988年到2000年期間，嘉康利贊助由Frank Scioscia所管理的美國UCI職業自行車隊。2000年時，嘉康利車隊已經是UCI三級車隊中排名世界第一的車隊，其中包括美國奧林匹克代表隊成員傑米·卡尼（James　Carney）、喬納斯·卡尼（Jonas Carney）、亞當洛朗（Adam Laurent）和肯特博斯蒂克（Kent Bostick）。

## 美國太空總署

### NASA
1993年，嘉康利開始提供定製版的補給飲料”Performance”，供給NASA的太空梭宇航員使用，一直到NASA太空梭計劃結束。